# José Ángel Gurría
José Ángel Gurría Treviño (Tampico, Tamaulipas; 8 de mayo de 1950) es un economista y político mexicano, miembro del Partido Revolucionario Institucional. Se desempeñó como secretario de Relaciones Exteriores de 1994 a 1998 y secretario de Hacienda y Crédito Público de 1998 a 2000 durante el gobierno del presidente Ernesto Zedillo. Fue secretario general de la Organización para la Cooperación y el Desarrollo Económicos desde 2006 hasta 2021.

## Biografía
Su padre fue Francisco José Gurría Lacroix, servidor público, y su madre Carmen Treviño Humana. Está casado con Lulú Ululani Quintana Pali, cirujana oftalmóloga.
José Ángel Gurría es licenciado en economía egresado de la Universidad Nacional Autónoma de México y tiene posgrados en la Universidad de Leeds en el Reino Unido, de la Universidad de Harvard y de la Universidad del Sur de California, en Estados Unidos.
Pertenece al PRI desde 1968, donde ha participado en varios foros y seminarios del IEPES. En ese instituto ha sido miembro de la Comisión de Asuntos Internacionales y de la de Modernización e Ideología.
Tiene más de 33 años de servicio público en las áreas financieras y diplomáticas del Gobierno de México, ha sido director general de Crédito y subsecretario de Hacienda, director general de Nacional Financiera (NAFINSA) y del Banco Nacional de Comercio Exterior (BANCOMEXT); en el Gobierno de Ernesto Zedillo, se desempeñó primero como secretario de Relaciones Exteriores y luego como secretario de Hacienda y Crédito Público, en este cargo se convirtió en el primer titular de Hacienda en estar al frente de las finanzas mexicanas en un cambio de gobierno sin una crisis económica en 30 años —desde 1970—. Al final de su gestión, la economía mexicana era estable y crecía a una tasa anual del 6,7 %, condiciones que se mantuvieron durante la transición presidencial.
Fue uno de los principales operadores del FOBAPROA en el gobierno de Ernesto Zedillo, en 1998.
Fue miembro del Consejo Externo de Asesores del Banco Interamericano de Desarrollo y es miembro permanente del Consejo Mexicano para el Desarrollo Económico y Social.
José Ángel Gurría habla seis idiomas: español, francés, inglés, portugués, italiano y alemán.